# Carrascosa de Abajo
Carrascosa de Abajo è un comune spagnolo di 32 abitanti situato nella comunità autonoma di Castiglia e León.